# Ристо Козомара
Ристо Козомара (Гламоч, 17. август 1948 — Бања Лука, 18. новембар 2013) био је српски љекар, специјалиста за офталмологију и универзитетски професор.

## Биографија
Проф. др сц. мед. Ристо Козомара је рођен 17. августа 1948. године у Гламочу гдје је завршио основну школу. У Бања Луци завршава Гимназију, а потом у Сарајеву уписује Медицински факултет који завршава са одличним оцјенама. По завршетку факултета специјализацију из области офталмологије уписује у Београду. Након завршеног факултета радио је као љекар опште праксе Дома здравља у Скендер Вакуфу/Кнежево, након чега је обављао и директорску функцију у истој установи. У Клиничком центру Бањалука је радио у периоду  од 1980. до 2007.године, гдје је обављао је низ функција, петнаест година је био у улози начелника Клинике за очне болести гдје је својим приступом према пацијентима и залагањем унаприједио рад Клинике за очне болести. Након тога, у периоду од 2001. до 2003. године је обављао функцију генералног директора Клиничког центра Бањалука гдје јe доприњео повећању обима дијагностичко-терапијских процедура у лијечењу пацијената. Преминуо је 18. новембра 2013. Сахрањен је 20. новембра 2013. године на гробљу Свети Пантелија (Борик) у Бањој Луци.
Био је професор на Медицинском факултету Бањалука гдје је био и шеф катедре за офталмологију. Обављао је функцију предсједника Удружења офталмолога РС од однивања удружења 2000. године до 2008, а био је и члан Коморе доктора медицине РС и члан предсједништва Доктора медицине РС. Пред крај живота је обављао функцију ректора Паневропског универзитета „Apeiron” Бањалука. Објавио је бројне научне радове из области офталмологије.
Постхумно је одликован Орденом Његоша II реда.

## Фонд
Фонд "Др Ристо Козомара" за стипендирање студената Паневропског универзитета „Apeiron” основан је 30. марта 2014. Циљеви Фонда су пружање финансијске подршке најталентованијим студентима, подстицање студената за научно-истраживачки рад, промоција остварених резултата стипендиста и пружање подршке у развоју професионалне и научно-истраживачкее каријере стипендиста. Први добитник стипендије била је Александра Живковић.